# Chan Chen
Chan Chen ist ein Ort im Corozal District in Belize. In dem Ort leben hauptsächlich Indigene, die Yukatekisches Maya sprechen. 2010 hatte der Ort 715 Einwohner.

## Name
Der Name „Chan Chen“ stammt aus dem Mayathan und bedeutet im Deutschen „Kleine Quelle“.

## Geographie
Chan Chen liegt zwischen dem Northern Highway und dem Südende der Four Mile Lagoon, zwischen Remate (N) und Patchchacan im Süden.